# カヤンゲル島
カヤンゲル島は西部太平洋の島。NgcheangelやNgajangelとも呼ばれる。 パラオのカヤンゲル州に属しており、マルキョク州の70km北部に位置する。パラオで最北の島である。
カヤンゲル環礁の北東部に位置し、大きさは南北に長く、長さ2570m、幅は270～700m程度で、面積はおおよそ0.98km2。島の西部は礁湖になっている。島の西部に5箇所の村(Orukei, Dilong, Doko, Olkang, Dimes)があり、合計138人が生活している。この島とカヤンゲル環礁の島々からカヤンゲル州が構成されている。また、カヤンゲル環礁で唯一住民が定住している島である。
島の電力は太陽光パネルや民間の発電機によって生産されている。学校や図書館もあり、島内唯一の商店はDoko村に存在する。Dokoには130mの長い桟橋が存在する。